# هاري دود
هاري دود (بالإنجليزية: Harry Dowd)‏ هو لاعب كرة قدم بريطاني، ولد في 4 يوليو 1938 في سالفورد ‏ في المملكة المتحدة، وتوفي في 7 أبريل 2015. لعب مع أولدهام أثلتيك وستوك سيتي ومانشستر سيتي.

## وصلات خارجية
- هاري دود على موقع قاعدة بيانات كرة القدم.إي يو (الإنجليزية)